# RKSV Volendam in het seizoen 1970/71
Het seizoen 1970/1971 was het 16e jaar in het bestaan van de Volendamse betaaldvoetbalclub RKSV Volendam. De club kwam uit in de Nederlandse Eredivisie en eindigde daarin op de 10e plaats. Tevens deed de club mee aan het toernooi om de KNVB Beker, hierin werd in de eerste ronde verloren van Heracles (1–2).

## Wedstrijdstatistieken

### Eredivisie
|       | ADO   | Ajax  | AZ '67 | DWS   | Excelsior | Feijenoord | Go Ahead | Haarlem | Holland Sport | MVV   | NAC   | N.E.C. | PSV   | Sparta | Telstar | FC Twente '65 | FC Utrecht |
| ----- | ----- | ----- | ------ | ----- | --------- | ---------- | -------- | ------- | ------------- | ----- | ----- | ------ | ----- | ------ | ------- | ------------- | ---------- |
| Thuis | 2 – 3 | 0 – 3 | 1 – 0  | 2 – 2 | 3 – 0     | 0 – 1      | 0 – 0    | 1 – 0   | 1 – 0         | 3 – 1 | 2 – 1 | 1 – 0  | 0 – 2 | 2 – 2  | 2 – 0   | 0 – 1         | 2 – 3      |
| Uit   | 2 – 1 | 4 – 0 | 1 – 1  | 2 – 2 | 0 – 0     | 3 – 0      | 0 – 0    | 0 – 1   | 2 – 1         | 0 – 0 | 2 – 1 | 4 – 0  | 4 – 2 | 1 – 0  | 0 – 0   | 2 – 1         | 2 – 2      |

### KNVB Beker
| 1e ronde                                     | Volendam          | 1 – 2 (1 – 2) | Heracles                               |
| 15 augustus 1970 Plaats: Volendam Julianaweg | Meeuwis Majoor 6' |               | 21' Guus Hoevenberg 28' Joop Leidekker |

## Statistieken Volendam 1970/1971

### Eindstand Volendam in de Nederlandse Eredivisie 1970 / 1971
| Stand | Gespeeld | Gewonnen | Gelijk | Verloren | Punten | Doelpunten voor | Doelpunten tegen |
| ----- | -------- | -------- | ------ | -------- | ------ | --------------- | ---------------- |
| 10e   | 34       | 9        | 10     | 15       | 28     | 34              | 48               |

### Topscorers
| #      | Naam            | Goal |
| ------ | --------------- | ---- |
| 1.     | Wim Kras        | 10   |
| 2.     | Jan Bond        | 5    |
| 2.     | Johan Pelk      | 5    |
| 4.     | Meeuwis Majoor  | 3    |
| 5.     | Jack Hoogland   | 2    |
| 5.     | Jac Jonk        | 2    |
| 5.     | Arnold Mühren   | 2    |
| 5.     | Klaas Zwarthoed | 2    |
| 9.     | Dick de Boer    | 1    |
| 9.     | Jan Jonk        | 1    |
| 9.     | Jan Smit        | 1    |
| Totaal | Totaal          | 34   |

| #      | Naam           | Goal |
| ------ | -------------- | ---- |
| 1.     | Meeuwis Majoor | 1    |
| Totaal | Totaal         | 1    |